# Leif Möller
Hans Leif Möller, född 22 oktober 1954 i Stockholm, död 18 oktober 1977 i S:t Görans församling i Stockholm, var en svensk skådespelare.
Möller utbildade sig vid Statens scenskola i Stockholm 1974–1977. Han är gravsatt i minneslunden på Skogskyrkogården i Stockholm.

## Filmografi

### Roller
- 1972 – De hemligas ö (TV-serie)
- 1972 – Firmafesten
- 1973 – Bröllopet
- 1973 – Stenansiktet
- 1974 – Det sista äventyret

### Regiassistent
- 1973 – Bröllopet

## Teater

### Roller (ej komplett)
| År   | Roll            | Produktion                                  | Regi         | Teater                 |
| ---- | --------------- | ------------------------------------------- | ------------ | ---------------------- |
| 1973 | Forwards, Bengt | IK Kamraterna Sigvard Olsson och Fred Hjelm | Fred Hjelm   | Stockholms stadsteater |
| 1976 | Titta Nane      | Gruffet i Chiozza Carlo Goldoni             | Rudolf Penka | Katarinateatern        |